# Nicole Sifuentes
Nicole Sifuentes, z domu Edwards (ur. 30 czerwca 1986 w Winnipeg) – kanadyjska lekkoatletka specjalizująca się w biegach średnich.
W 2008 sięgnęła po złoto oraz brąz młodzieżowych mistrzostw NACAC. Dwa lata później startowała w pucharze interkontynentalnym oraz zajęła 5. miejsce w biegu na 1500 metrów podczas igrzysk Wspólnoty Narodów. Olimpijka z Londynu (2012). Rok później dotarła do półfinału mistrzostw świata w Moskwie. W marcu 2014 została brązową medalistką halowych mistrzostw świata w Sopocie. W 2015 zdobyła srebrny medal igrzysk panamerykańskich w Toronto.
Medalistka mistrzostw Kanady. Stawała na podium mistrzostw NCAA.

## Osiągnięcia
| Rok  | Impreza                              | Miejsce        | Konkurencja             | Pozycja    | Wynik    |
| ---- | ------------------------------------ | -------------- | ----------------------- | ---------- | -------- |
| 2003 | Mistrzostwa panamerykańskie juniorów | Bridgetown     | bieg na 800 metrów      | 5. miejsce | 2:09,70  |
| 2008 | Młodzieżowe mistrzostwa NACAC        | Toluca         | bieg na 1500 metrów     | 1. miejsce | 4:36,27  |
| 2008 | Młodzieżowe mistrzostwa NACAC        | Toluca         | sztafeta 4 × 400 metrów | 3. miejsce | 3:35,26  |
| 2010 | Halowe mistrzostwa świata            | Doha           | bieg na 1500 metrów     | eliminacje | 4:16,46  |
| 2010 | Puchar interkontynentalny            | Split          | bieg na 1500 metrów     | 2. miejsce | 4:21,34  |
| 2010 | Igrzyska Wspólnoty Narodów           | Nowe Delhi     | bieg na 1500 metrów     | 5. miejsce | 4:08,16  |
| 2012 | Igrzyska olimpijskie                 | Londyn         | bieg na 1500 metrów     | półfinał   | 4:06,33  |
| 2013 | Mistrzostwa świata                   | Moskwa         | bieg na 1500 metrów     | półfinał   | 4:06,30  |
| 2014 | Halowe mistrzostwa świata            | Sopot          | bieg na 1500 metrów     | 3. miejsce | 4:07,61  |
| 2014 | Igrzyska Wspólnoty Narodów           | Glasgow        | bieg na 1500 metrów     | 4. miejsce | 4:10,48  |
| 2014 | Puchar interkontynentalny            | Marrakesz      | bieg na 1500 metrów     | 7. miejsce | 4:11,18  |
| 2015 | Igrzyska panamerykańskie             | Toronto        | bieg na 1500 metrów     | 2. miejsce | 4:09,13  |
| 2015 | Mistrzostwa świata                   | Pekin          | bieg na 1500 metrów     | eliminacje | 4:12,82  |
| 2015 | Mistrzostwa świata                   | Pekin          | bieg na 5000 metrów     | eliminacje | 15:50,99 |
| 2016 | Halowe mistrzostwa świata            | Portland       | bieg na 1500 metrów     | eliminacje | 4:17,24  |
| 2016 | Igrzyska olimpijskie                 | Rio de Janeiro | bieg na 1500 metrów     | półfinał   | 4:08,53  |
| 2017 | Mistrzostwa świata                   | Londyn         | bieg na 1500 metrów     | półfinał   | 4:07,92  |

## Rekordy życiowe
- bieg na 800 metrów – 2:01,30 (2012)
- bieg na 1500 metrów (stadion) – 4:03,97 (2016)
- bieg na 1500 metrów (hala) – 4:07,61 (2014) rekord Kanady
- bieg na milę (hala) – 4:28,51 (2017)